# Шуклін Олександр Іванович
Олекса́ндр Іва́нович Шуклін (1947—2014) — радянський спортсмен, майстер спорту міжнародного класу з дзюдо й самбо, заслужений тренер України; колишній очільник Національної федерації самбо України.

## Життєпис
Народився в Новосибірську, згодом проживав в Києві.
Переможець першості Європи-1966 з дзюдо серед юнаків та юніорів.
Переможець першостей Європи 1967 (Лісабон) та 1968 років (Лондон) з дзюдо серед молоді.
Срібний призер чемпіонату Європи 1968 року по дзюдо — у складі команди.
Входив до складу збірної команди СРСР, неодноразово посідав почесні місця на міжнародних турнірах та чемпіонатах СРСР з дзюдо і самбо.
Після завершення спортивної кар'єри працював тренером у різних армійських командах.
Був одним із засновників київського клубу дзюдо «Спартаківець» (сучасна оболонська СДЮШОР «Юний спартаківець»).
Очолював Федерацію самбо України.
Помер 19 травня 2014 року, похований на Совському кладовищі.